# Tseng Chun-hsin
Tseng Chun-hsin (chinesisch 曾俊欣, Pinyin Zēng Jùnxīn, * 8. August 2001 in Taipeh) ist ein taiwanischer Tennisspieler.

## Karriere
Tseng begann mit fünf Jahren Tennis zu spielen und sein Idol ist der Japaner Kei Nishikori. Im November 2017 wurde Tseng, der von seinem Vater trainiert wird, Asiatisch-Ozeanischer Meister der Junioren, nachdem er im Finale den Südkoreaner Park Ui-sung geschlagen hatte. Als Juniorenspieler erreichte er am 11. Juni 2018 seine höchste Platzierung mit Platz eins der ITF-Junioren-Weltrangliste, nachdem er das Juniorenturnier der French Open gewonnen hatte. Im selben Jahr gewann er auch die Konkurrenz von Wimbledon und erreichte das Finale der Australian Open. Damit erreichte er 2018 als erster Spieler seit Gaël Monfils im Jahr 2004 das Finale von drei Grand-Slam-Turnieren der Junioren. Bei den US Open scheiterte er ein Match früher im Halbfinale an Thiago Seyboth Wild.
Seine höchste Platzierung in der Weltrangliste der Profis erreichte Tseng am 17. September 2018 mit Platz 473, nachdem er bereits drei Turniere der ITF Future Tour gewonnen hatte. Tseng ist zudem seit 2018 Teil der taiwanischen Davis-Cup-Mannschaft. Sein Debüt gab er am 4. Februar 2018 in der Kontinentalgruppe II im Playoff-Spiel gegen den Libanon. Er gewann sein Match gegen Michael Saade in zwei Sätzen mit 6:0 und 6:0.

## Erfolge
| Legende (Anzahl der Siege) |
| Grand Slam                 |
| ATP Finals                 |
| ATP Tour Masters 1000      |
| ATP Tour 500               |
| ATP Tour 250               |
| ATP Challenger Tour (7)    |

### Einzel

#### Turniersiege
| Nr. | Datum             | Turnier        | Belag     | Finalgegner       | Ergebnis      |
| --- | ----------------- | -------------- | --------- | ----------------- | ------------- |
| 1.  | 19. Dezember 2021 | Maia           | Sand (i)  | Nuno Borges       | 5:7, 7:5, 6:2 |
| 2.  | 13. Februar 2022  | Bangalore      | Hartplatz | Borna Gojo        | 6:4, 7:5      |
| 3.  | 10. April 2022    | Murcia         | Sand      | Norbert Gombos    | 6:4, 6:1      |
| 4.  | 17. März 2024     | Székesfehérvár | Sand (i)  | Titouan Droguet   | 4:1 aufgg.    |
| 5.  | 2. Juni 2024      | Vicenza (1)    | Sand      | Marco Trungelliti | 6:3, 6:2      |
| 6.  | 1. Juni 2025      | Vicenza (2)    | Sand      | Lukas Neumayer    | 6:3, 6:4      |

### Doppel
| Nr. | Datum         | Turnier  | Belag | Partner      | Finalgegner                  | Ergebnis         |
| --- | ------------- | -------- | ----- | ------------ | ---------------------------- | ---------------- |
| 1.  | 6. April 2024 | Barletta | Sand  | Zdeněk Kolář | Théo Arribagé Benjamin Bonzi | 1:6, 6:3, [10:7] |

## Abschneiden bei Grand-Slam-Turnieren

### Herreneinzel
| Turnier         | 2019 | 2020 | 2021 | 2022 | 2023 | 2024 | 2025 | Karriere |
| --------------- | ---- | ---- | ---- | ---- | ---- | ---- | ---- | -------- |
| Australian Open | —    | —    | —    | 1    | 1    | —    | Q2   | 1        |
| French Open     | —    | —    | —    | 1    | Q2   | —    | Q1   | 1        |
| Wimbledon       | Q1   |      | —    | 1    | Q1   | —    | 1    | 1        |
| US Open         | —    | —    | —    | 1    | —    | Q2   |      | 1        |

Zeichenerklärung: S = Turniersieg; F, HF, VF, AF = Einzug ins Finale / Halbfinale / Viertelfinale / Achtelfinale; 1, 2, 3 = Ausscheiden in der 1. / 2. / 3. Hauptrunde; Q1, Q2, Q3 = Ausscheiden in der 1. / 2. / 3. Qualifikationsrunde; nicht ausgetragen

### Junioreneinzel
| Turnier         | 2017 | 2018 | Karriere |
| --------------- | ---- | ---- | -------- |
| Australian Open | 2    | F    | F        |
| French Open     | AF   | S    | S        |
| Wimbledon       | 1    | S    | S        |
| US Open         | —    | HF   | HF       |

### Juniorendoppel
| Turnier         | 2017 | 2018 | Karriere |
| --------------- | ---- | ---- | -------- |
| Australian Open | AF   | AF   | AF       |
| French Open     | 1    | F    | F        |
| Wimbledon       | 1    | AF   | AF       |
| US Open         | —    | 1    | 1        |